# Magyarszerdahely
Magyarszerdahely község Zala vármegyében, a Nagykanizsai járásban.

## Fekvése
A Zalai-dombságban fekszik, az Egerszeg–Letenyei-dombság területén. Határa részint dombos és sík, a település szabálytalan kiterjedésű.
A közvetlenül határos települések: észak felől Kacorlak, északkelet felől Gelsesziget, kelet felől Újudvar, dél felől Magyarszentmiklós és Homokkomárom, délnyugat felől Eszteregnye és Oltárc, nyugat felől Bocska, északnyugat felől pedig Zalaszentbalázs.
A legközelebbi város Nagykanizsa, 16 kilométerre délre.

### Megközelítése
Közigazgatási területén áthalad a Nagykanizsa-Zalaegerszeg-Vasvár közt vezető 74-es főút, lakott területei azonban csak arról kelet felé letérve érhetők el. Központján a 7528-as út halad végig, amelyből Újnéppuszta településrésznél északi irányban, Kacorlak és Pölöskefő felé kiágazik a 7531-es út is.
Vasútvonal nem érinti; a legközelebbi vasúti csatlakozási lehetőséget korábban a Szombathely–Nagykanizsa-vasútvonal Újudvar vasútállomása kínálta, alig 3 kilométerre keletre, ott azonban 2021 óta szünetel a személyforgalom.

## Története
A terület a régészeti feltárások szerint régóta és folyamatosan lakott hely, kedvező volt a megtelepedésre. A középső kőrézkor emlékeit a Homoki-dűlőben találták meg. A korai bronzkor idején itt állt települést is feltárták. A késő bronzkor leleteit a Homoki- és Kardoskúti-dűlőben találták meg. A késő vaskori jelenlétet a kelta sírok bizonyították (Hamuszínpuszta, Homoki-dűlő, Újnéppuszta). A római kor emlékeit az 1. század közepéről találták meg. A feltárt temetőt folyamatosan használták. Találtak hamvasztásos és csontvázas temetkezést is.
Az 1970-es évek ásatásai alapján a népvándorlás századaiban többek között avarok telepedtek meg a község területén. A honfoglalás idején e táj kisebb folyók szabdalta mocsaras vidék volt. A községen országút haladt át, ezért választották a helyet a pálos barátok lakóhelyül. Kolostoruk a mai Herke-dűlőben állhatott. A szerzetesek jelenléte és az út miatt a település központi szerepet töltött be, piacos hellyé vált.
A település történetére vonatkozó levéltári adatok a 14. század elejétől állnak rendelkezésünkre. 1323-ban Zerdahel néven említik, 1699-ben Puszta Szerdahely, 1720-ban Szerdahel Szigete, 1854-ben Magyar Szerdahely, 1863-ban Magyar-Szerdahely, 1877-ben Magyarszerdahely. A név a szerdánként tartott vásárra és piacra utal, a Magyar- előtag különbözteti meg a szintén Zala vármegyei Tótszerdahelytől.

## Közélete

### Polgármesterei
- 1990–1994: Marczin György (MDF)[3]
- 1994–1998: Marczin György (MDF)[4]
- 1998–2002: Marczin György (független)[5]
- 2002–2006: Marczin György (független)[6]
- 2006–2010: Marczin György (független)[7]
- 2010–2014: Marczin György (független)[8]
- 2014–2019: Marczin György (független)[9]
- 2019–2024: Marczin György (független)[10]
- 2024– : Musztács-Sass Lilla Tímea (független)[1]

A településen polgárőrség működik.

## Népesség
A település népességének változása:
| Lakosok száma | 528  | 507  | 509  | 457  | 457  | 435  | 420  |
|               | 2013 | 2014 | 2015 | 2021 | 2022 | 2023 | 2024 |

A 2011-es népszámlálás idején a nemzetiségi megoszlás a következő volt: magyar 97,1%, cigány 2,5%. A lakosok 73,2%-a római katolikusnak, 2,72% reformátusnak, 0,58% evangélikusnak, 7% felekezeten kívülinek vallotta magát (16,1% nem nyilatkozott).
2022-ben a lakosság 96,3%-a vallotta magát magyarnak, 0,9% németnek, 0,2% cigánynak, 0,2% egyéb, nem hazai nemzetiségűnek (3,7% nem nyilatkozott; a kettős identitások miatt a végösszeg nagyobb lehet 100%-nál). Vallásuk szerint 51,2% volt római katolikus, 2,2% református, 0,9% evangélikus, 2% egyéb keresztény, 0,7% egyéb katolikus, 16% felekezeten kívüli (26,9% nem válaszolt).

## Nevezetességei
- Szent István tiszteletére épített temploma 1752-ben épült.
- Szent István-szobor[14]
- A Szociális Otthon épülete Újnéppusztán.
- Tele-Ka-Land Mesepark (Petőfi utca 4.), 5 Postakocsi turisztikai pajta, Szent Kristóf pihenő, Szent Orbán kilátó.[15]

## Nevezetes magyarszerdahelyiek
- Sáringer Gyula (1928–2009) Széchenyi-díjas magyar agrármérnök, entomológus, ökológus, egyetemi tanár, a Magyar Tudományos Akadémia rendes tagja
- Vígh László (1950–) Széchenyi-díjas magyar biokémikus, a Magyar Tudományos Akadémia rendes tagja, a Straub Örökség Alapítvány elnöke Magyarszerdahelyen született.